# Armada de Barlovento
Die Armada de las Islas de Barlovento y del Seno Mexicano (Flotte der Inseln vor dem Winde und des Golfs von Mexiko, kurz Armada de Barlovento) oder auch Windward Fleet oder Windward Squadron war von 1635 bis zum 31. Januar 1748 ein Teil der spanischen Armada; barlovento bedeutet im Spanischen "Luv-" oder "Windseite".

## Geschichte

### Anfänge
Seit den 1560er Jahren forderten die Befehlshaber der Armada de la Carrera de las Indias (kastilische Lateinamerikaflotte) eine eigene Schlachtschwadron, mit festen Stützpunkten in der Karibik. Der spanische Seehandel wurde durch Privateers mit französischen und englischen Kaperbriefen gestört. Die Armada de Barlovento wurde auf Initiative von Juan de Palafox y Mendoza in der Amtszeit des 16. Vizekönigs von Neuspanien Lope Díez de Aux de Armendáriz 1635 gegründet. Ihr originäres Einsatzgebiet war zwischen den Islas de Barlovento und dem Golf von Mexiko.
Sie diente zum Schutz von Küstensiedlungen und der kolonialen Seefahrt und als Eskorte für Werttransporte nach Sevilla. Der 17. Vizekönig Diego López de Pacheco Cabrera y Bobadilla führte eine Siegelsteuer ein und führte die Aufrüstung der Armada de Barlovento fort. Das neuspanische Arsenal entwickelte sich unter seiner Herrschaft. In Cartagena und Havanna wurden Kanonen gegossen sowie Munition, Schwarzpulver und Takelage produziert. Die Alcabala, eine örtliche Umsatzsteuer in Neuspanien wurde zur Finanzierung der Armada de Barlovento verdoppelt.
Die Armada de Barlovento begann 1641 ihre Patrouillen mit wenigen zu diesem Zweck vorbehaltenen Schiffen, unterschiedlicher Tonnage, während weitere im Vizekönigreich Neuspanien auf Kiel gelegt wurden.
Die Armada de Barlovento war zuerst im Puerto de Veracruz stationiert und wurde später in die Häfen von Havanna, Santo Domingo, und San Juan in Puerto Rico verlegt. Unter dem Kommando von Admiral Antonio de la Plaza Eguiluz, kaperte die Armada de Barlovento auf ihrer ersten Fahrt drei Schiffe mit englischen oder holländischen Kaperbriefen als deren Besatzung dabei war zwei Galeonen, welche an der Mündung des Río de Alvarado auf Kiel gelegt worden waren zu zerstören. Als sie die Küste weiter nach Süden fuhren, überwältigten sie die Mannschaften von drei weiteren Schiffen, ermordeten ihren Kapitän und richteten weitere große Verluste an. Die so erbeuteten Schiffe wurden in die Armada de Barlovento eingegliedert.
Die Armada de Barlovento hatte ständigen Mangel an Seeleuten, weshalb die Schiffe teilweise nicht segeln konnten. Von Zeit zu Zeit wurden die Schiffe dazu beordert, Silbertransporte nach Sevilla zu eskortieren. Um die Küsten nicht schutzlos zu lassen, mussten Begründungen gegenüber der Krone für die Unentbehrlichkeit der Flotte gefunden werden. Als Machtfaktor war die Armada de Barlovento Gegenstand von Intrigen am spanischen Hof.

### Ab 1664
1664 wurden in Amsterdam vier Schiffe für die Armada de Barlovento gekauft. Diese Schiffe wurden in Cádiz ausgerüstet und bemannt und segelten im Juli 1667 als Eskorte für die Flota de Azogues (Quecksilbertransporter) in die Karibik. Nachdem sie Veracruz erreicht hatten, patrouillierten sie eine Zeit vor der Bucht von Campeche. Anschließend wurde der Hauptverband wieder als Eskorte für die Werttransporte nach Sevilla eingesetzt. Admiral Alonso de Campos sollte mit dem ihm verbliebenen Rest Henry Morgan in der südlichen Karibik Paroli bieten. Nachdem Morgan im Sommer 1668 Portobelo und Cartagena geplündert hatte, wandte er sich 1689 Maracaibo zu. Admiral Alonso de Campos orderte die ihm verbliebene Armada de Barlovento nach Maracaibo. Am 27. April 1669 wurde seine Flotte von drei Schiffen mit 130 Mann Besatzung von einer weit überlegenen Privateerflotte vernichtet.
1672 ließ der damalige Vizekönig von Neuspanien (1664–1673), Antonio Sebastián de Toledo, Marqués de Mancera eine neue Armada de Barlovento ausheben. Ihren zahlreichen Feinde, einschließlich einer wachsenden Zahl von multinationalen Privateers, war der Aufenthaltsort der Armada de Barlovento häufig bekannt und sie wichen mit ihren Plünderungen entsprechend aus. Im Mai 1683 plünderten etwa 1000 Mann von acht Schiffen der Privateers Michel de Granmont und Laurens de Graff Veracruz.
1684 versuchten Privateers Tampico zu plündern. Unter dem Kommando von Captain-General Andres Ochoa de Zárate, konnte die Armada de Barlovento 104 Piraten, überwiegend Engländer und Holländer, gefangen nehmen. Die Gefangenen, von denen 14 mit der Garotte erwürgt wurden, gaben an, dass sie kurz vorher in der Matagorda Bay ein Schiffswrack ausgenommen hätten.
Ein verschont gebliebener Kapitän diente später als Lotse im Gebiet der texanischen Küste bei der Suche nach der Expedition von Robert Cavelier de La Salle.
Am 6. Juli 1685 besetzten 750 Freibeuter der Gesellschaft Graff und Grammont Campeche und plünderten und vergewaltigten die folgenden beiden Monate die Küstenbewohner. Die Armada de Barlovento suchte zu dieser Zeit einen angeblichen Piratenstützpunkt auf der Insel Roatán. Als die Armada de Barlovento im September 1685 zurücksegelte, hatte sie in einem Hurrikan drei Schiffe verloren und stolperte über die Flotte der Gesellschaft Graff und Grammont bei Cabo Catoche, als diese von ihrer Plünderung von Campeche zurückkehrte. Die Armada de Barlovento zerstörte ein Piratenschiff und eroberte ein weiteres. Das Flaggschiff, auf welchem Laurens de Graaf segelte, wurde durch spanischen Beschuss ramponiert. Auf einem Schiff der Armada de Barlovento tötete ein Rohrkrepierer drei Seemänner. Ochoa starb zwei Tage nach dem Zusammentreffen mit Laurens de Graaf auf hoher See an einer plötzlichen Krankheit. Mehrere kastilische Offiziere mussten sich für das Einstellen der Verfolgung von Laurens de Graaf vor Gericht verantworten und wurden vom Dienst suspendiert. Die Armada de Barlovento hatte 120 Gefangene gemacht. Unter diesen befanden sich ehemalige Mitglieder der Expedition von Robert Cavelier de La Salle. Von diesen offenbarten einige in der Hoffnung, der Garotte zu entgehen, den französischen Plan einer Siedlung am Mississippi River. In den Jahren  1685 bis 1688 suchte die Armada de Barlovento nach Fort Crèvecœur. Die Armada de Barlovento unternahm fünf Fahrten, um die französischen Eindringlinge aufzuspüren. Diese Aufklärungsfahrten wurden von Juan Enríquez Barroto, Francisco López de Gamarra, Andrés de Pez y Malzárraga und Martín de Rivas kommandiert. Die Suche erweckte das Interesse an der Erforschung des Golfes von Mexiko und seiner Küsten neu. Deshalb hatte die Armada de Barlovento wesentlichen Anteil an der Kartierung der mexikanischen Golfküste. Die geografischen Namensgebungen wurden teilweise in europäische Sprachen übernommen.
Die Armada de Barlovento setzte die Erkundung von Texas fort, auch als 1689 das Fort Crèvecœur von Alonso De León über den Landweg von Coahuila  in der Nähe der Lavaca Bay gefunden worden war.

### Ab 1690
1690 segelte Capt. Francisco de Llanos in die Matagorda Bay. Zu dieser Expedition gehörte Capitan Gregorio de Salinas Varona, welcher das Kommando über eine Erkundungsmission an Land hatte und Manuel José de Cárdenas y Magaña ein Kartograph, welcher die Bay kartierte.
1691 und 1692 brachte Enríquez Barroto (um 1660–1693), der 1686–87 die Expedition von Martín de Rivas und Pedro de Iriarte lotste und die Golfküste kartierte, mit der Armada de Barlovento Mannschaft und Material für den kastilischen Gouverneur von Texas Domingo Terán de los Ríos, welcher sechs Missionen im Territorium der Caddo (Konföderation) errichten ließ. Bei der Landungsmission ertranken sechs Mann in der Matagorda Bay.
Während des King William’s War von 1689 bis 1697 war der Personalmangel der Armada de Barlovento dramatisch. Kinder der Familie Talon aus dem Fort Crèvecœur wurden im Kindesalter für die Armada de Barlovento unter dem Kommando von Captain-General Andrés de Pez rekrutiert, um auf dem Flaggschiff, der Santo Cristo de Maracaibo von Admiral Guillermo Morfi zu dienen. Die Talons waren auf der Santo Cristo de Maracaibo, als dieses, von der Armada de Barlovento abgeschnitten, am 7. Januar 1697 vor einer französischen Schwadron von Haiti kapitulieren musste. Die Talons wurden als Franzosen naturalisiert und kamen zurück nach Louisiana. Für die Niederlage mussten sich Pez und Morfi ein paar Jahre später vor einem Kriegsgericht verantworten. Morfi wurde schuldig- und Pez freigesprochen.
1693 erkundeten und kartierten Pez and Carlos de Sigüenza y Góngora das Pensacola Bay und einen Teil des Mississippi-Deltas.
1695 erkundete Andrés de Arriola y Guzmán, der spätere der Gründer von Pensacola und noch später Generalkapitän, den Küstenstrich zwischen Tampico und Pensacola Bay.
Am 4. August 1696 eskortierte die Nuestra Señora Rosario y Santiago Apostol unter dem Kommando von Francisco Butron, mit der Santissima Trinidad y Nuestra Señora de Atocha, der  Nuestra Señora de Guadalupe, der Santo Cristo de Maracaibo und 22 weiteren Schiffen ein Schiff bis zum Old Bahama Channel.

### Ab 1700
1700 hatte die Armada de Barlovento noch eine Fülle von Aufgaben; in Laguna de Términos und in der Bucht von Campeche lebte eine große Anzahl von Menschen von der Piraterie. Schotten drangen in das Gebiet von Darién ein. Zu Beginn des spanischen Erbfolgekrieges waren die Schiffe der Armada de Barlovento in einem schlechten Zustand und spärlich mit Besatzung ausgestattet. Eine Ausnahme bildeten die Flaggschiffe, welche weiterhin als Eskorte für Werttransporte nach Sevilla eingesetzt wurden.
1712 wurde in Havanna ein neues Schiffbauprogramm auf Kiel gelegt. In Madrid setzte sich eine zentrale Organisationsform der Armada gegen die relativ autonome Armada de Barlovento durch. 1719 wurde das Konzept der Armada de Barlovento noch einmal aufgelegt, aber die Besatzungen waren innerhalb des nächsten Jahrzehnts von der Armada abgeworben. Am 31. Januar 1748 wurde die Auflösung der Armada de Barlovento dekretiert.